# Kelly Rowland/Diskografie
Diese Diskografie ist eine Übersicht über die musikalischen Werke der US-amerikanischen Pop-Sängerin Kelly Rowland. Den Quellenangaben und Schallplattenauszeichnungen zufolge hat sie bisher mehr als 13,6 Millionen Tonträger verkauft, davon alleine in ihrer Heimat über 4,7 Millionen. Ihre erfolgreichste Veröffentlichung ist die Single Dilemma mit über 4,2 Millionen verkauften Einheiten.

## Alben

### Studioalben
| Jahr | Titel Musiklabel                        | Höchstplatzierung, Gesamtwochen, AuszeichnungChartplatzierungen (Jahr, Titel, Musiklabel, Platzierungen, Wochen, Auszeichnungen, Anmerkungen) | Höchstplatzierung, Gesamtwochen, AuszeichnungChartplatzierungen (Jahr, Titel, Musiklabel, Platzierungen, Wochen, Auszeichnungen, Anmerkungen) | Höchstplatzierung, Gesamtwochen, AuszeichnungChartplatzierungen (Jahr, Titel, Musiklabel, Platzierungen, Wochen, Auszeichnungen, Anmerkungen) | Höchstplatzierung, Gesamtwochen, AuszeichnungChartplatzierungen (Jahr, Titel, Musiklabel, Platzierungen, Wochen, Auszeichnungen, Anmerkungen) | Höchstplatzierung, Gesamtwochen, AuszeichnungChartplatzierungen (Jahr, Titel, Musiklabel, Platzierungen, Wochen, Auszeichnungen, Anmerkungen) | Anmerkungen                                                  |
| Jahr | Titel Musiklabel                        | DE | AT | CH | UK | US | Anmerkungen                                                  |
| ---- | --------------------------------------- | --- | --- | --- | --- | --- | ------------------------------------------------------------ |
| 2002 | Simply Deep Columbia Records (Sony)     | DE14 (11 Wo.)DE | AT42 (10 Wo.)AT | CH17 (15 Wo.)CH | UK1 Platin · (29 Wo.)UK | US12 Gold · (19 Wo.)US | Erstveröffentlichung: 22. Oktober 2002 Verkäufe: + 2.750.000 |
| 2007 | Ms. Kelly Columbia Records (Sony BMG)   | DE80 (1 Wo.)DE | — | CH38 (9 Wo.)CH | UK23 (6 Wo.)UK | US6 (11 Wo.)US | Erstveröffentlichung: 22. Juni 2007 Verkäufe: + 219.000      |
| 2011 | Here I Am Universal Motown (UMG)        | — | — | CH69 (3 Wo.)CH | UK43 Gold · (5 Wo.)UK | US3 (14 Wo.)US | Erstveröffentlichung: 22. Juli 2011 Verkäufe: + 177.000      |
| 2013 | Talk a Good Game Republic Records (UMG) | — | — | CH74 (1 Wo.)CH | UK80 (1 Wo.)UK | US4 (13 Wo.)US | Erstveröffentlichung: 14. Juni 2013                          |

### Kompilationen
| Jahr | Titel                                    | Anmerkungen                            |
| ---- | ---------------------------------------- | -------------------------------------- |
| 2010 | Work: The Best of Kelly Rowland          | Erstveröffentlichung: 25. Oktober 2010 |
| 2011 | Playlist: The Very Best of Kelly Rowland | Erstveröffentlichung: 18. Oktober 2011 |

### EPs
| Jahr | Titel                       | Anmerkungen                            |
| ---- | --------------------------- | -------------------------------------- |
| 2008 | Ms. Kelly: Diva Deluxe      | Erstveröffentlichung: 25. März 2008    |
| 2008 | Ms. Kelly Deluxe Digital EP | Erstveröffentlichung: 27. Juni 2008    |
| 2019 | The Kelly Rowland Edition   | Erstveröffentlichung: 18. Mai 2019     |
| 2008 | K                           | Erstveröffentlichung: 19. Februar 2021 |

## Singles

### Als Leadmusikerin
| Jahr | Titel Album                       | Höchstplatzierung, Gesamtwochen, AuszeichnungChartplatzierungen (Jahr, Titel, Album, Platzierungen, Wochen, Auszeichnungen, Anmerkungen) | Höchstplatzierung, Gesamtwochen, AuszeichnungChartplatzierungen (Jahr, Titel, Album, Platzierungen, Wochen, Auszeichnungen, Anmerkungen) | Höchstplatzierung, Gesamtwochen, AuszeichnungChartplatzierungen (Jahr, Titel, Album, Platzierungen, Wochen, Auszeichnungen, Anmerkungen) | Höchstplatzierung, Gesamtwochen, AuszeichnungChartplatzierungen (Jahr, Titel, Album, Platzierungen, Wochen, Auszeichnungen, Anmerkungen) | Höchstplatzierung, Gesamtwochen, AuszeichnungChartplatzierungen (Jahr, Titel, Album, Platzierungen, Wochen, Auszeichnungen, Anmerkungen) | Anmerkungen                                                                    |
| Jahr | Titel Album                       | DE | AT | CH | UK | US | Anmerkungen                                                                    |
| ---- | --------------------------------- | --- | --- | --- | --- | --- | ------------------------------------------------------------------------------ |
| 2002 | Stole Simply Deep                 | DE15 (11 Wo.)DE | AT24 (12 Wo.)AT | CH9 (15 Wo.)CH | UK2 Silber · (23 Wo.)UK | US27 (20 Wo.)US | Erstveröffentlichung: 21. Oktober 2002                                         |
| 2003 | Can’t Nobody Simply Deep          | DE66 (4 Wo.)DE | — | CH37 (8 Wo.)CH | UK5 (10 Wo.)UK | US97 (5 Wo.)US | Erstveröffentlichung: 4. Februar 2003                                          |
| 2003 | Train on a Track Simply Deep      | DE93 (1 Wo.)DE | — | CH67 (2 Wo.)CH | UK20 (4 Wo.)UK | — | Erstveröffentlichung: 4. August 2003 nicht in US veröffentlicht                |
| 2007 | Like This Ms. Kelly               | — | AT75 (1 Wo.)AT | CH77 (2 Wo.)CH | UK4 Silber · (12 Wo.)UK | US30 Gold · (20 Wo.)US | Erstveröffentlichung: 13. März 2007 feat. Eve                                  |
| 2007 | Ghetto Ms. Kelly                  | — | — | — | — | — | Erstveröffentlichung: 7. August 2007 feat. Snoop Dogg nur in US veröffentlicht |
| 2008 | Work Ms. Kelly                    | DE25 (11 Wo.)DE | AT32 (12 Wo.)AT | CH8 (22 Wo.)CH | UK4 Gold · (26 Wo.)UK | — | Erstveröffentlichung: 18. Januar 2008                                          |
| 2008 | Daylight Ms. Kelly: Diva Deluxe   | — | — | — | UK14 (8 Wo.)UK | — | Erstveröffentlichung: 4. März 2008 feat. Travie McCoy                          |
| 2010 | Commander Here I Am               | DE16 (13 Wo.)DE | AT23 (14 Wo.)AT | CH46 (7 Wo.)CH | UK9 Gold · (20 Wo.)UK | — | Erstveröffentlichung: 17. Mai 2010 feat. David Guetta                          |
| 2010 | Rose Colored Glasses Here I Am    | — | — | — | — | — | Erstveröffentlichung: 28. Juni 2010                                            |
| 2010 | Grown Woman –                     | — | — | — | — | — | Erstveröffentlichung: 26. Juli 2010                                            |
| 2010 | Forever and a Day Here I Am       | — | — | — | UK49 (2 Wo.)UK | — | Erstveröffentlichung: 20. September 2010 nicht in US veröffentlicht            |
| 2011 | Motivation Here I Am              | — | — | — | UK— SilberUK | US17 ×2Doppelplatin · (25 Wo.)US | Erstveröffentlichung: 8. April 2011 feat. Lil Wayne                            |
| 2011 | Lay It on Me Here I Am            | — | — | — | UK69 (5 Wo.)UK | — | Erstveröffentlichung: 16. August 2011 feat. Big Sean                           |
| 2011 | Down for Whatever Here I Am       | DE31 (10 Wo.)DE | — | CH62 (3 Wo.)CH | UK6 (10 Wo.)UK | — | Erstveröffentlichung: 26. Oktober 2011 feat. The WAV.s                         |
| 2012 | Ice –                             | — | — | — | — | US88 (12 Wo.)US | Erstveröffentlichung: 14. August 2012 feat. Lil Wayne                          |
| 2013 | Kisses Down Low Talk a Good Game  | — | — | — | — | US72 Gold · (13 Wo.)US | Erstveröffentlichung: 1. Februar 2013                                          |
| 2013 | Dirty Laundry Talk a Good Game    | — | — | — | — | — | Erstveröffentlichung: 21. Mai 2013                                             |
| 2019 | Love You More at Christmas Time – | — | — | — | — | — | Erstveröffentlichung: 22. November 2019                                        |
| 2020 | Coffee / Crazy K                  | — | — | — | — | — | Erstveröffentlichung: 17. April 2020                                           |
| 2020 | Hitman K                          | — | — | — | — | — | Erstveröffentlichung: 2020                                                     |

### Als Gastmusikerin
| Jahr | Titel Album                                    | Höchstplatzierung, Gesamtwochen, AuszeichnungChartplatzierungen (Jahr, Titel, Album, Platzierungen, Wochen, Auszeichnungen, Anmerkungen) | Höchstplatzierung, Gesamtwochen, AuszeichnungChartplatzierungen (Jahr, Titel, Album, Platzierungen, Wochen, Auszeichnungen, Anmerkungen) | Höchstplatzierung, Gesamtwochen, AuszeichnungChartplatzierungen (Jahr, Titel, Album, Platzierungen, Wochen, Auszeichnungen, Anmerkungen) | Höchstplatzierung, Gesamtwochen, AuszeichnungChartplatzierungen (Jahr, Titel, Album, Platzierungen, Wochen, Auszeichnungen, Anmerkungen) | Höchstplatzierung, Gesamtwochen, AuszeichnungChartplatzierungen (Jahr, Titel, Album, Platzierungen, Wochen, Auszeichnungen, Anmerkungen) | Anmerkungen                                                                             |
| Jahr | Titel Album                                    | DE | AT | CH | UK | US | Anmerkungen                                                                             |
| ---- | ---------------------------------------------- | --- | --- | --- | --- | --- | --------------------------------------------------------------------------------------- |
| 2002 | Dilemma Nellyville / Simply Deep               | DE1 Gold · (20 Wo.)DE | AT2 Gold · (20 Wo.)AT | CH1 Platin · (26 Wo.)CH | UK1 ×3Dreifachplatin · (24 Wo.)UK | US1 (29 Wo.)US | Erstveröffentlichung: 25. Juni 2002 Nelly feat. Kelly Rowland                           |
| 2003 | Une femme en prison 4ème Round                 | — | — | — | — | — | Erstveröffentlichung: 22. September 2005 Stomy Bugsy feat. Kelly Rowland                |
| 2005 | Here We Go Glamorest Life                      | — | — | — | UK15 (9 Wo.)UK | US17 (20 Wo.)US | Erstveröffentlichung: 22. September 2005 Trina feat. Kelly Rowland                      |
| 2008 | No Future in the Past Électron Libre           | — | — | — | — | — | Erstveröffentlichung: Oktober 2008 Nâdiya feat. Kelly Rowland                           |
| 2009 | Breathe Gentle Alla mia età                    | — | — | — | — | — | Erstveröffentlichung: 20. Februar 2009 Tiziano Ferro feat. Kelly Rowland                |
| 2009 | When Love Takes Over One Love                  | DE2 Platin · (41 Wo.)DE | AT3 ×2Doppelplatin · (40 Wo.)AT | CH1 Platin · (55 Wo.)CH | UK1 ×2Doppelplatin · (30 Wo.)UK | US76 (9 Wo.)US | Erstveröffentlichung: 21. April 2009 David Guetta feat. Kelly Rowland                   |
| 2010 | Invincible Disc-Overy                          | DE39 (10 Wo.)DE | AT62 (4 Wo.)AT | CH33 (9 Wo.)CH | UK11 Silber · (14 Wo.)UK | — | Erstveröffentlichung: 26. Dezember 2010 Tinie Tempah feat. Kelly Rowland                |
| 2011 | Gone Nelly 5.0                                 | — | — | — | UK58 (5 Wo.)UK | — | Erstveröffentlichung: 4. Januar 2011 Nelly feat. Kelly Rowland                          |
| 2011 | What a Feeling Doctor Love                     | DE84 (1 Wo.)DE | — | — | UK6 (7 Wo.)UK | — | Erstveröffentlichung: 22. April 2011 Alex Gaudino feat. Kelly Rowland                   |
| 2011 | Favor The Love Train                           | — | — | — | — | — | Erstveröffentlichung: 17. Mai 2011 Lonny Bereal feat. Kelly Rowland                     |
| 2011 | Boo Thang Sextape Chronicles 2                 | — | — | — | — | — | Erstveröffentlichung: 13. September 2011 Verse Simmonds feat. Kelly Rowland             |
| 2012 | Summer Dreaming 2012 –                         | DE62 (3 Wo.)DE | AT52 (2 Wo.)AT | — | — | — | Erstveröffentlichung: 6. Juli 2012 Project B. feat. Kelly Rowland                       |
| 2012 | How Deep Is Your Love Tomahawk Technique       | — | AT68 (1 Wo.)AT | CH72 (1 Wo.)CH | — | — | Erstveröffentlichung: 24. Juli 2012 Sean Paul feat. Kelly Rowland                       |
| 2012 | Representin’ –                                 | — | — | — | — | US97 (4 Wo.)US | Erstveröffentlichung: 9. Oktober 2012 Ludacris feat. Kelly Rowland                      |
| 2012 | Mama Told Me Vicious Lies and Dangerous Rumors | — | — | — | — | — | Erstveröffentlichung: 9. November 2012 Big Boi feat. Kelly Rowland                      |
| 2012 | Neva End (Remix) Pluto 3D                      | — | — | — | — | US52 Platin · (20 Wo.)US | Erstveröffentlichung: 4. Dezember 2012 Future feat. Kelly Rowland                       |
| 2013 | Without Me Side Effects of You                 | — | — | — | — | US74 (2 Wo.)US | Erstveröffentlichung: 17. April 2013 Fantasia feat. Missy Elliott & Kelly Rowland       |
| 2013 | One Life Icon                                  | DE6 Gold · (17 Wo.)DE | AT9 (16 Wo.)AT | CH37 (12 Wo.)CH | — | — | Erstveröffentlichung: 13. Mai 2013 Madcon feat. Kelly Rowland                           |
| 2013 | Let Me Love You My Name Is My Name             | — | — | — | — | — | Erstveröffentlichung: 12. November 2013 Pusha T feat. Kelly Rowland                     |
| 2014 | Love & Sex (Part 2) Bridges                    | — | — | — | — | — | Erstveröffentlichung: 4. März 2014 Joe feat. Missy Elliott & Kelly Rowland              |
| 2014 | Say Yes Journey to Freedom                     | — | — | — | — | — | Erstveröffentlichung: 2. Juni 2014 Michelle Williams feat. Beyoncé & Kelly Rowland      |
| 2015 | I Know What You Did Last Summer –              | — | — | — | — | — | Erstveröffentlichung: 1. September 2015 Jacob Whitesides feat. Kelly Rowland            |
| 2018 | Get It –                                       | — | — | — | — | — | Erstveröffentlichung: 2. Februar 2018 Busta Rhymes feat. Missy Elliott & Kelly Rowland  |
| 2021 | Finally (Cannot Hide It) Things Take Shape     | — | — | — | — | — | Erstveröffentlichung: 1. Juli 2021 Amorphous feat. Kelly Rowland & CeCe Peniston        |
| 2022 | Bloody Samaritan (Remix) 19 % Dangerous        | — | — | — | — | — | Erstveröffentlichung: 28. September 2022 Ayra Starr feat. Missy Elliott & Kelly Rowland |

## Videoalben und Musikvideos

### Videoalben
- 2007: BET presents Kelly Rowland
- 2011: Sexy ABS with Kelly Rowland

### Musikvideos
| Jahr | Titel                 | Regie                    | Interpretation                      |
| ---- | --------------------- | ------------------------ | ----------------------------------- |
| 2000 | Separated (Remix)     | J. Jesses Smith          | Avant feat. Kelly Rowland           |
| 2002 | Dilemma               | Benny Boom               | Nelly & Kelly Rowland               |
| 2002 | Stole                 | Sanaa Hamri              | Kelly Rowland                       |
| 2003 | Can’t Nobody          | Benny Boom               | Kelly Rowland                       |
| 2003 | Train on a Track      | Antti Jokinen            | Kelly Rowland                       |
| 2005 | Here We Go            | Nick Quested             | Trina feat. Kelly Rowland           |
| 2007 | Get Me Bodied         | Anthony Mandler, Beyoncé | Beyoncé (Gastbeitrag)               |
| 2007 | Like This             | Mike Ruiz                | Kelly Rowland feat. Eve             |
| 2007 | Ghetto                | Andrew Gura              | Kelly Rowland feat. Snoop Dogg      |
| 2007 | Comeback              | Philip Andelman          | Kelly Rowland                       |
| 2007 | Work                  | Philip Andelman          | Kelly Rowland                       |
| 2007 | Daylight              | Jeremy Rall              | Kelly Rowland feat. Travis McCoy    |
| 2008 | No Future in the Past | Thierry Vergnes          | Nâdiya & Kelly Rowland              |
| 2008 | No Substitute Love    | Jake McAfee              | Estelle (Gastbeitrag)               |
| 2009 | Breathe Gentle        | Gaetano Morbioli         | Tiziano Ferro feat. Kelly Rowland   |
| 2009 | When Love Takes Over  | Jonas Åkerlund           | David Guetta feat. Kelly Rowland    |
| 2009 | Baby by Me            | Chris Robinson           | 50 Cent feat. Ne-Yo (Gastbeitrag)   |
| 2010 | Everywhere You Go     | Andrew Wessels           | Kelly Rowland & Rhythm of Africa    |
| 2010 | Commander             | Masashi Muto             | Kelly Rowland feat. David Guetta    |
| 2010 | Rose Colored Glasses  | John „Rankin“ Wadell     | Kelly Rowland                       |
| 2010 | Forever and a Day     | Sarah Chatfield          | Kelly Rowland                       |
| 2010 | Invincible            | Max Giwa, Dania Pasquini | Tinie Tempah feat. Kelly Rowland    |
| 2011 | Gone                  | Marc Klasfeld            | Nelly feat. Kelly Rowland           |
| 2011 | Motivation            | Sarah Chatfield          | Kelly Rowland feat. Lil Wayne       |
| 2011 | What a Feeling        | Frank Gatson             | Alex Gaudino feat. Kelly Rowland    |
| 2011 | Favor                 | Juwan Lee                | Lonny Bereal feat. Kelly Rowland    |
| 2011 | Lay It on Me          | Sarah Chatfield          | Kelly Rowland feat. Big Sean        |
| 2011 | Down for Whatever     | Sarah Chatfield          | Kelly Rowland feat. The WAV.s       |
| 2011 | Boo Thang             | Gil Green                | Verse Simmonds feat. Kelly Rowland  |
| 2011 | Party                 | Alan Ferguson            | Beyoncé feat. J. Cole (Gastbeitrag) |
| 2012 | Keep It Between Us    | David Dang               | Kelly Rowland                       |
| 2012 | Heart Attack          | Benny Boom               | Trey Songz (Gastbeitrag)            |
| 2012 | Summer Dreaming 2012  | Annick Wolfers           | Kelly Rowland                       |
| 2012 | How Deep Is Your Love | Juwan Lee                | Sean Paul feat. Kelly Rowland       |
| 2012 | Representin           | Christopher Sims         | Ludacris feat. Kelly Rowland        |
| 2012 | Mama Told Me          | Syndrome                 | Big Boi feat. Kelly Rowland         |
| 2012 | Ice                   | Mathew Rolston           | Kelly Rowland feat. Lil Wayne       |
| 2012 | Neva End (Remix)      | Erik White               | Future feat. Kelly Rowland          |

## Sonderveröffentlichungen

### Gastbeiträge
- 2005: All That I’m Lookin For (Kitten Sera feat. Beyoncé & Kelly Rowland)
- 2005: This Is How I Feel (Earth, Wind and Fire feat. Sleepy Brown & Kelly Rowland)
- 2007: Gutter (The Game feat. Kelly Rowland)
- 2007: H’bibi I Love You (Amine feat. Kelly Rowland)
- 2007: Your Love (So Crazy) (Bone Thugs-n-Harmony feat. Kelly Rowland)
- 2009: Choose (David Guetta feat. Ne-Yo & Kelly Rowland)
- 2009: It’s the Way You Love Me (David Guetta feat. Kelly Rowland)
- 2011: Free Fall (Rune RK feat. Kelly Rowland)
- 2011: Slow Motion (Travis Porter feat. Kelly Rowland)
- 2011: Castle Made of Sand (Pitbull feat. Jamie Drastik & Kelly Rowland)
- 2012: Mini Games (Rick Ross feat. Kelly Rowland)
- 2013: That High (Pitbull feat. Kelly Rowland)
- 2013: All the Way (R. Kelly feat. Kelly Rowland)
- 2013: Where Have You Been (The-Dream feat. Kelly Rowland)
- 2013: Ain’t No Mountain High Enough (Michael Bolton feat. Kelly Rowland)
- 2014: Shady Life (Jeezy feat. Kelly Rowland)
- 2014: Honey (Adrian Marcel feat. Kelly Rowland)
- 2014: Love Stand Still (Beau Vallis feat. Kelly Rowland)
- 2019: Girl Gang (Ciara feat. Kelly Rowland)

### Soundtrackbeiträge
| Jahr | Titel                          | Interpretation                                        | Soundtrack               |
| ---- | ------------------------------ | ----------------------------------------------------- | ------------------------ |
| 2000 | Have Your Way                  | Kelly Rowland feat. Beyoncé                           | His Woman His Wife       |
| 2001 | Angel                          | Kelly Rowland                                         | Einmal Himmel und zurück |
| 2003 | Train on a Track               | Kelly Rowland                                         | Manhattan Love Story     |
| 2004 | I’m Beginning to See the Light | Kelly Rowland                                         | Mona Lisas Lächeln       |
| 2004 | Follow Your Dreams             | Kelly Rowland                                         | The Seat Filler          |
| 2004 | I Need a Love                  | Kelly Rowland                                         | The Seat Filler          |
| 2005 | This Is How I Feel             | Earth, Wind & Fire feat. Kelly Rowland & Sleepy Brown | Hitch – Der Date Doktor  |
| 2008 | Love Again                     | Kelly Rowland                                         | Meet the Browns          |
| 2012 | Need a Reason                  | Kelly Rowland feat. Future & Bei Maejor               | Denk wie ein Mann        |

## Boxsets
| Jahr | Titel                                   | Anmerkungen                              |
| ---- | --------------------------------------- | ---------------------------------------- |
| 2010 | Simply Deep / Ms. Kelly: Deluxe Edition | Erstveröffentlichung: 27. September 2010 |

## Statistik

### Chartauswertung
|                     | DE    | AT    | CH    | UK    | US    |
| ------------------- | ----- | ----- | ----- | ----- | ----- |
| Nummer-eins-Alben   | DE—DE | AT—AT | CH—CH | UK1UK | US—US |
| Top-10-Alben        | DE—DE | AT—AT | CH—CH | UK1UK | US3US |
| Alben in den Charts | DE2DE | AT1AT | CH4CH | UK4UK | US4US |

|                       | DE     | AT     | CH     | UK     | US     |
| --------------------- | ------ | ------ | ------ | ------ | ------ |
| Nummer-eins-Singles   | DE1DE  | AT—AT  | CH2CH  | UK2UK  | US1US  |
| Top-10-Singles        | DE3DE  | AT3AT  | CH4CH  | UK9UK  | US1US  |
| Singles in den Charts | DE12DE | AT10AT | CH12CH | UK16UK | US13US |

### Auszeichnungen für Musikverkäufe
| Goldene Schallplatte - Australien - 2003: für das Album Simply Deep - 2003: für die Single Can’t Nobody - Belgien - 2009: für die Single When Love Takes Over - Brasilien - 2024: für das Lied Lose My Breath (Live) - 2024: für das Lied Say My Name (Live) - 2024: für die Single Dilemma - 2024: für die Single Motivation - Frankreich - 2002: für die Single Dilemma - 2009: für die Single When Love Takes Over - Italien - 2021: für die Single Dilemma - Kanada - 2003: für das Album Simply Deep - 2009: für die Single When Love Takes Over - Neuseeland - 2003: für das Album Simply Deep - 2003: für die Single Stole - 2009: für die Single When Love Takes Over - 2011: für die Single Commander - 2013: für die Single Work - Niederlande - 2002: für die Single Dilemma - Schweden - 2002: für die Single Dilemma - 2011: für die Single When Love Takes Over | Platin-Schallplatte - Australien - 2003: für die Single Stole - 2008: für die Single Work - Belgien - 2002: für die Single Dilemma - Dänemark - 2009: für die Single When Love Takes Over - 2022: für die Single Dilemma - Italien - 2012: für die Single When Love Takes Over - Japan - 2011: für die Single Dilemma (Mobile Downloads) - Spanien - 2010: für die Single When Love Takes Over | 2× Platin-Schallplatte - Australien - 2011: für die Single When Love Takes Over - Norwegen - 2002: für die Single Dilemma 3× Platin-Schallplatte - Australien - 2003: für die Single Dilemma 5× Platin-Schallplatte - Neuseeland - 2025: für die Single Dilemma Diamantene Schallplatte - Japan - 2008: für den Ringtone Dilemma |

Anmerkung: Auszeichnungen in Ländern aus den Charttabellen bzw. Chartboxen sind in ebendiesen zu finden.
| Land/RegionAuszeichnungen für Musikverkäufe (Land/Region, Auszeichnungen, Verkäufe, Quellen) | Silber     | Gold       | Platin       | Diamant  | Verkäufe  | Quellen                       |
| -------------------------------------------------------------------------------------------- | ---------- | ---------- | ------------ | -------- | --------- | ----------------------------- |
| Australien (ARIA)                                                                            | —          | 2× Gold2   | 7× Platin7   | —        | 560.000   | aria.com.au                   |
| Belgien (BRMA)                                                                               | —          | Gold1      | Platin1      | —        | 65.000    | ultratop.be                   |
| Brasilien (PMB)                                                                              | —          | 4× Gold4   | —            | —        | 100.000   | pro-musicabr.org.br           |
| Dänemark (IFPI)                                                                              | —          | —          | 2× Platin2   | —        | 120.000   | ifpi.dk                       |
| Deutschland (BVMI)                                                                           | —          | 2× Gold2   | Platin1      | —        | 600.000   | musikindustrie.de             |
| Frankreich (SNEP)                                                                            | —          | 2× Gold2   | —            | —        | 400.000   | infodisc.fr                   |
| Italien (FIMI)                                                                               | —          | Gold1      | Platin1      | —        | 65.000    | fimi.it                       |
| Japan (RIAJ)                                                                                 | —          | —          | Platin1      | Diamant1 | 1.250.000 | riaj.or.jp                    |
| Kanada (MC)                                                                                  | —          | 2× Gold2   | —            | —        | 70.000    | musiccanada.com               |
| Neuseeland (RMNZ)                                                                            | —          | 5× Gold5   | 5× Platin5   | —        | 185.000   | aotearoamusiccharts.co.nz NZ2 |
| Niederlande (NVPI)                                                                           | —          | Gold1      | —            | —        | 40.000    | nvpi.nl                       |
| Norwegen (IFPI)                                                                              | —          | —          | 2× Platin2   | —        | 20.000    | ifpi.no                       |
| Österreich (IFPI)                                                                            | —          | Gold1      | 2× Platin2   | —        | 80.000    | ifpi.at                       |
| Schweden (IFPI)                                                                              | —          | 2× Gold2   | —            | —        | 35.000    | sverigetopplistan.se          |
| Schweiz (IFPI)                                                                               | —          | —          | 2× Platin2   | —        | 70.000    | hitparade.ch                  |
| Spanien (Promusicae)                                                                         | —          | Gold1      | Platin1      | —        | 70.000    | elportaldemusica.es ES2       |
| Südkorea (KMCA)                                                                              | —          | —          | —            | —        | 90.716    | circlechart.kr                |
| Vereinigte Staaten (RIAA)                                                                    | —          | 3× Gold3   | 3× Platin3   | —        | 4.796.000 | riaa.com                      |
| Vereinigtes Königreich (BPI)                                                                 | 4× Silber4 | 3× Gold3   | 6× Platin6   | —        | 5.000.000 | bpi.co.uk                     |
| Insgesamt                                                                                    | 4× Silber4 | 30× Gold30 | 34× Platin34 | Diamant1 |           |                               |